# Diecezja Nicei
Diecezja Nicei – diecezja Kościoła rzymskokatolickiego w południowej Francji. Powstała w III wieku. W kwietniu 1868 (gdy struktury kościelne w Monako oddzieliły się od francuskich) uzyskała swój obecny kształt terytorialny. Podczas reformy administracyjnej Kościoła francuskiego w grudniu 2002 została przeniesiona ze zlikwidowanej wówczas metropolii Aix do nowo powstałej metropolii Marsylii.